# Code Name: The Cleaner
Code Name: The Cleaner (br: Operação Limpeza / pt: Nome de Código: Limpeza) é um filme estadunidense de 2007, dirigido por Paul McGuigan.

## Sinopse
Um zelador, Jake Rogers (Cedric the Entertainer) acorda ao lado de um corpo morto, sem memória de quem ele é e como ele chegou lá, mas aos poucos passa a acreditar que ele é um agente secreto em segredo, e depois de fugir do hotel e reunião com sua esposa Diane (Nicollette Sheridan) e sua namorada Gina (Lucy Liu) Jake passa uma louca aventura para descobrir quem ele é.

## Elenco
- Cedric the Entertainer .... Jake Rodgers
- Lucy Liu .... Gina
- Nicollette Sheridan .... Diane
- Mark Dacascos .... Eric Hauck
- Callum Keith Rennie .... Shaw
- Niecy Nash .... Jacuzzi
- DeRay Davis .... Ronnie
- Will Patton .... Riley
- Kevin McNulty .... Dr. Soames
- Bart Anderson .... Charlie
- Tom Butler .... Crane

## Prêmios e indicações
A performance de Nicollette Sheridan lhe rendeu uma nomeação ao Framboesa de Ouro na categoria Pior Atriz Coadjuvante.